# Phong trào tôn giáo mới

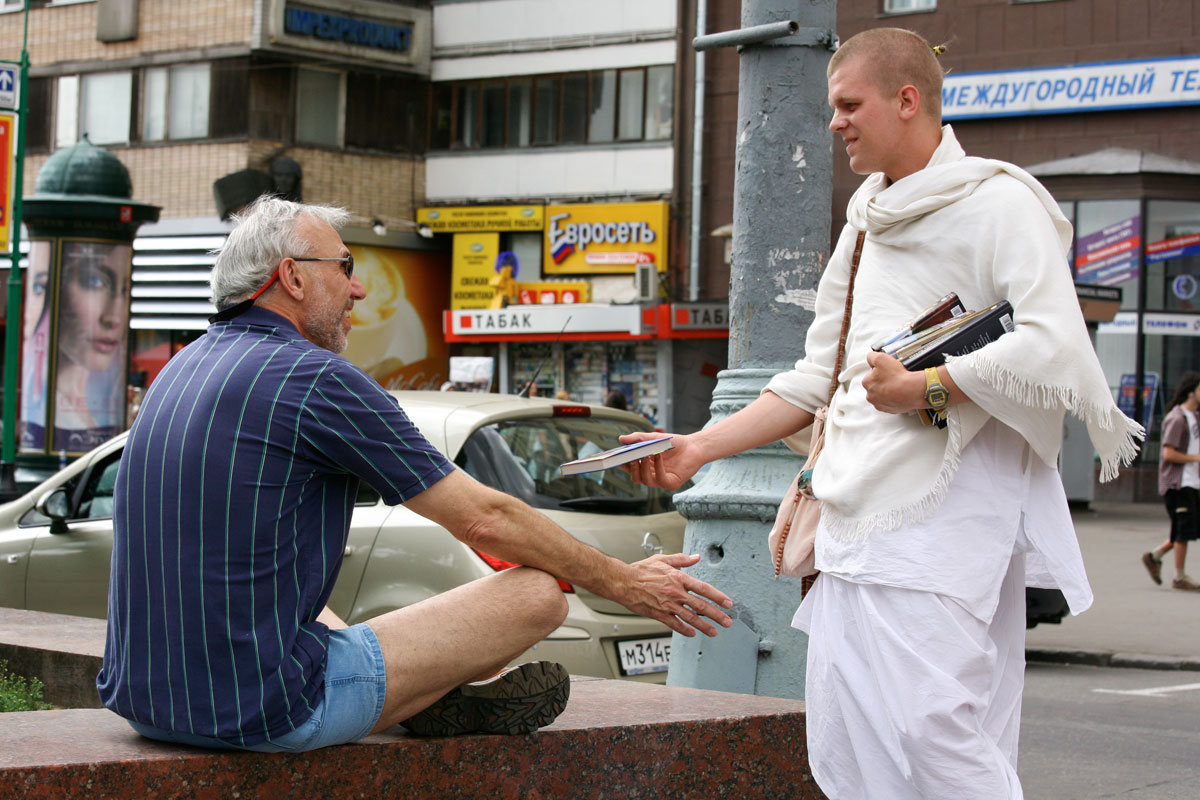
Một thành viên của Hiệp hội quốc tế ý thức về Krishna trên đường phố Moskva, Nga

Phong trào tôn giáo mới (new religious movement -  NRM), còn được gọi là tôn giáo mới hoặc tâm linh thay thế, là một nhóm tôn giáo hoặc tâm linh có nguồn gốc hiện đại và là ngoại vi của văn hóa tôn giáo thống trị của xã hội. Các tôn giáo mới này có thể là mới hoàn toàn hoặc là một phần của một tôn giáo khác rộng lớn hơn, trong trường hợp đó chúng khác với các giáo phái đã có từ trước. Một số tôn giáo mới đối phó với những thách thức do thế giới hiện đại hóa đặt ra bằng cách chấp nhận chủ nghĩa cá nhân, trong khi những phong trào khác có các hoạt động tập thể chặt chẽ. Các học giả đã ước tính rằng các tôn giáo mới này hiện có số lượng lên tới hàng chục nghìn phong trào trên toàn thế giới, với hầu hết các thành viên của họ sống ở châu Á và châu Phi. Hầu hết chỉ có một vài thành viên, một số có hàng ngàn và một số ít có hơn một triệu thành viên.
Các học giả tiếp tục cố gắng đạt được các định nghĩa và xác định ranh giới. Không có tiêu chí duy nhất, theo thỏa thuận để xác định "phong trào tôn giáo mới", nhưng thuật ngữ này thường cho thấy nhóm này có nguồn gốc gần đây và khác với các tôn giáo hiện có.  Có tranh luận về cách thuật ngữ "mới" nên được diễn giải trong bối cảnh này. Một quan điểm là nó nên chỉ định một tôn giáo có nguồn gốc gần đây hơn là các tôn giáo lớn, có uy tín như Ấn Độ giáo, Do Thái giáo, Hồi giáo, Kitô giáo và Phật giáo. Một quan điểm thay thế là "mới" có nghĩa là một tôn giáo được hình thành gần đây hơn. Một số học giả xem những năm 1950 hoặc kết thúc Chiến tranh thế giới thứ hai vào năm 1945 là thời điểm xác định, trong khi những người khác nhìn xa như sự thành lập của phong trào Latter Day Saint vào năm 1830. 
Các tôn giáo mới thường phải đối mặt với thái độ thù địch từ các tổ chức tôn giáo được thành lập từ lâu và các tổ chức thế tục khác nhau. Ở các quốc gia phương Tây, một phong trào chống cuồng giáo thế tục và một phong trào chống cuồng giáo của Kitô giáo đã xuất hiện trong những năm 1970 và 1980 để chống lại các nhóm tôn giáo mới nổi. Trong những năm 1970, lĩnh vực khác biệt của các nghiên cứu tôn giáo mới được phát triển trong nghiên cứu học thuật về tôn giáo. Hiện nay có một số tổ chức học thuật và các tạp chí đánh giá ngang hàng dành cho chủ đề này. Tôn giáo nghiên cứu học giả ngữ cảnh hóa sự trỗi dậy của NRMs trong thời hiện đại, liên hệ nó như một sản phẩm và trả lời cho quá trình hiện đại của thế tục hóa, toàn cầu hóa, detraditionalization, phân mảnh, tính phản xạ, và cá nhân hóa.